# БРДМ-2
БРДМ-2 (ГАЗ-41, «бардак») — бронированная разведывательно-дозорная машина, является дальнейшим развитием БРДМ-1.
БРДМ-2 серийно производилась с 1963 по 1982 год Горьковским автомобильным заводом и с 1982 по 1989 год Арзамасским машиностроительным заводом (а также по лицензии в Польше, Чехословакии и Югославии). В сравнении с современными бронемашинами, БРДМ-2 имеет невысокую защищённость, её броня защищает лишь от пуль стрелкового оружия и осколков. Главная особенность машины — очень высокая проходимость. Кроме основного полноприводного шасси с регулируемым давлением в шинах, в средней части корпуса имеются специальные дополнительные выдвижные колёса, позволяющие, в частности, преодолевать значительные рвы, траншеи. В настоящее время в той или иной степени используется в разведывательных подразделениях более чем 50 стран. В войсках имеет прозвище «Бардак». В СССР производство завершено в ноябре 1989 года.

## История создания и производства

Первый вариант ГАЗ-41 с турелью на испытаниях в 1961

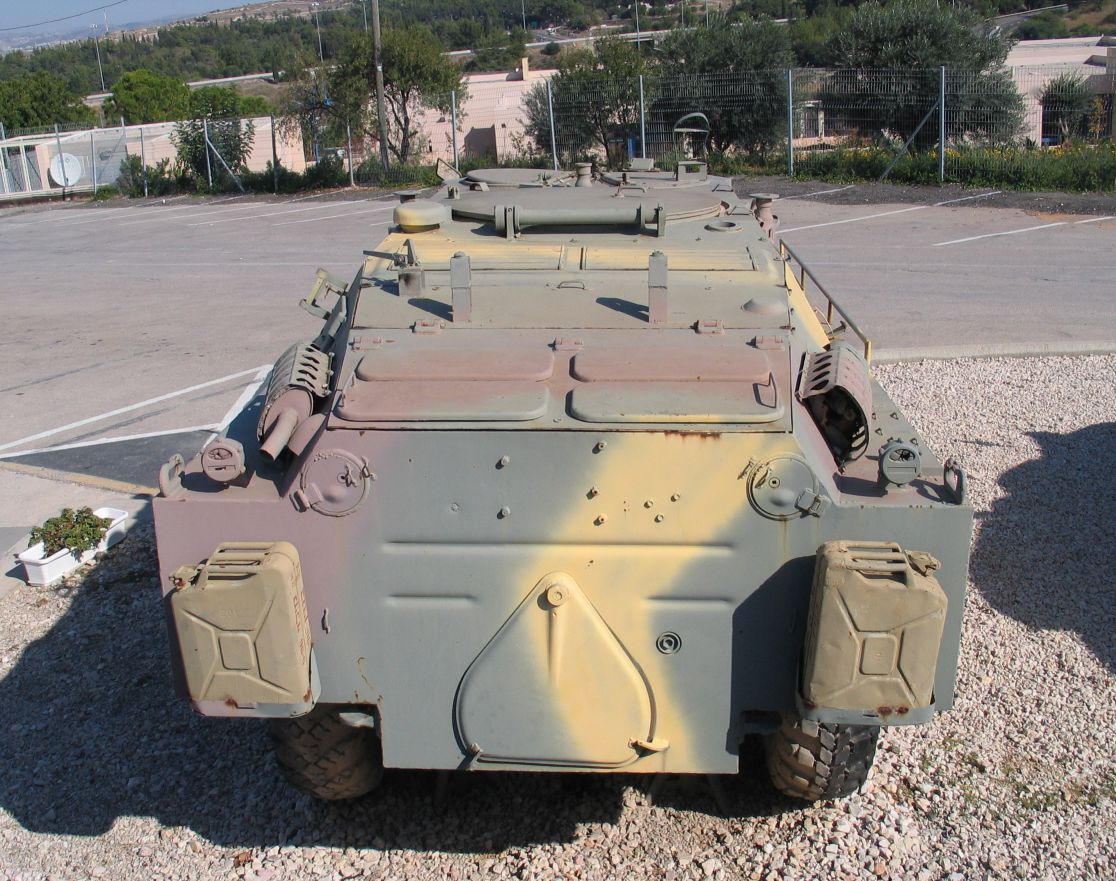

В 1959 году в связи с изготовлением первого опытного образца грузовика ГАЗ-66 с новым 4-литровым двигателем V8 семейства ЗМЗ-53 (вариант которого ЗМЗ-513 ставился на ГАЗ-3307 вплоть до 2008) Главное бронетанковое управление Минобороны СССР выпустило тактико-технические требования для новой боевой разведывательно-дозорной машины с более мощным, чем у БРДМ (ныне известной как БРДМ-1), двигателем и вооружением на его шасси, а также противоатомной защитой. Разработка началась в Специальном конструкторском бюро конструкторско-экспериментального отдела Горьковского автомобильного завода, выпускавшего это шасси, руководил ей В. А. Дедков.
Первый опытный образец машины, представленный на испытания в 1960 году, из-за неготовности трансмиссии и карбюратора ГАЗ-66 использовал плохо подходившие ходовую часть от БРДМ-1 и карбюратор от ГАЗ-12, а вооружён был зенитной турельной установкой с КПВТ с танка Т-10. По итогам испытаний военные предьявили большой список претензий, включавший замену турельной установки на башенную: мало того, что первая была плохо защищена, так ещё и противоатомная защита теряла смысл при разгерметизации корпуса. В 1962 году БРДМ-2 с турелью после некоторых доработок таки была принята на вооружение, но с газовского конвейера продолжили сходить БРДМ-1, ибо от первоначальной БРДМ-2 военные отказывались категорически. В последующем году в тульском  ЦКИБ была разработана единая башня для БТР-60ПБ и БРДМ-2, и после уменьшения экипажа с 5 до 4 человек уже с ней в 1964 году на ГАЗе началось серийное производство последней. С 1982 года оно было запущено и на Арзамасском машиностроительном заводе, и продолжалось до 1989 года.,
- БРДМ-2 — первоначальный вариант с турелью. Не выпускался серийно
- БРДМ-2 (ГАЗ-41-06) — базовая модель. Выпускалась с 1964 года
- БРДМ-2 «Лиса» (ГАЗ-41-10) — базовая модель. Выпускалась с 1967 года. С автоматической противоатомной защитой и дополнительными приборами ночного видения
- БРДМ-2А — модернизированная
- БРДМ-2M — модернизированная, 9 шт. передано Киргизии[7].

## Описание конструкции
БРДМ-2 имеет компоновку с расположением отделения управления в лобовой, боевого отделения — в средней, а моторного отделения — в кормовой части машины. Экипаж БРДМ состоит из четырёх человек: командира и водителя, находящихся в отделении управления справа и слева соответственно, стрелка, находящегося в башне, и наблюдателя, занимающего место по левому или правому борту в боевом отделении.
Сообщается, что в отличие от базовой версии, лаосские БРДМ оснащены дизельными двигателями (в СССР на машины устанавливались бензиновые 8-цилиндровые двигатели ГАЗ-41), электрооптической станцией, смонтированной на задней части башни, а также накладными стальными листами в качестве экранов, прикрывающих различные уязвимые участки корпуса.

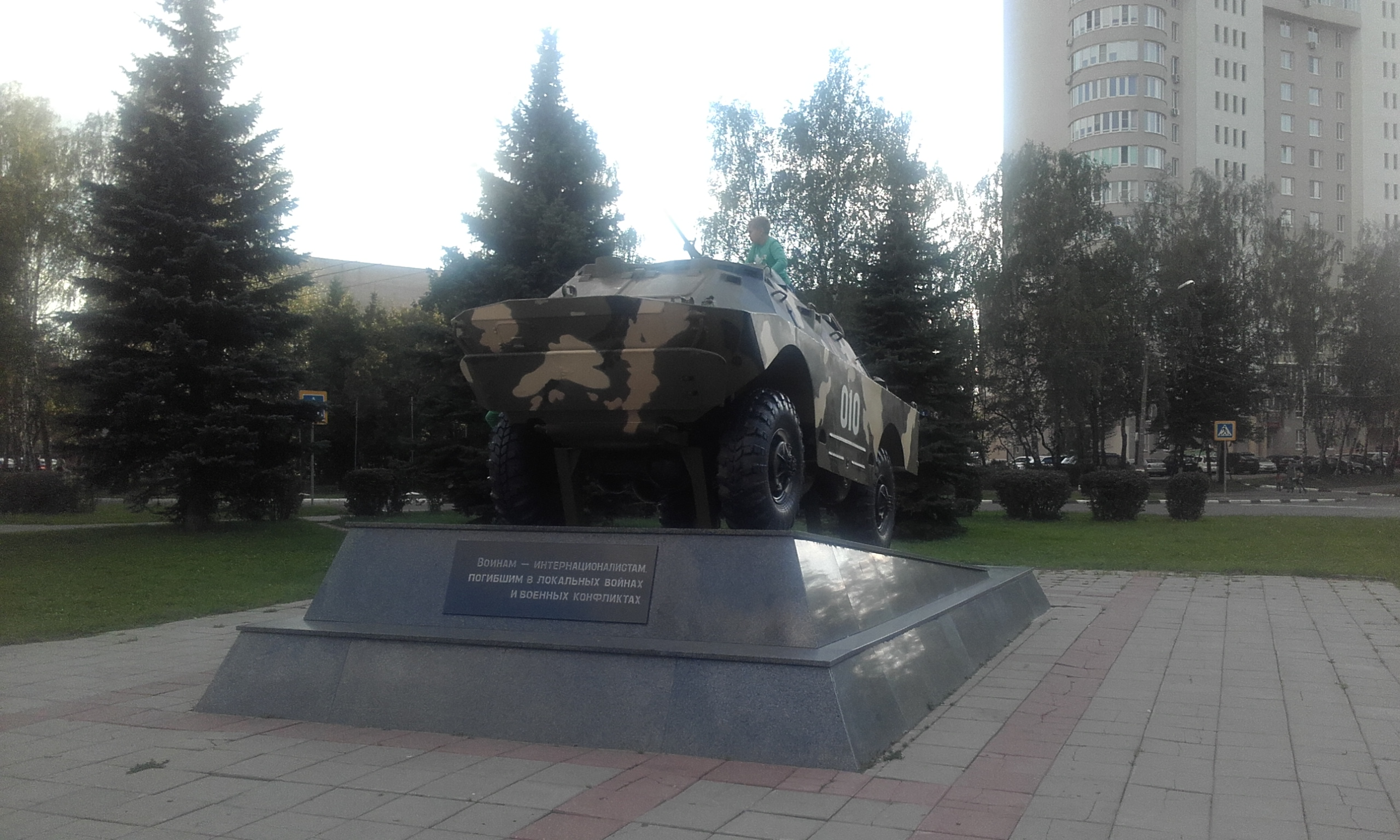
Памятник БРДМ-2, установленный в городском сквере города Королёва

### Броневой корпус и башня
Бронекорпус БРДМ-2 по защищённости соответствует 1 классу НАТО — в бортовой проекции и 2 классу НАТО в лобовой (за исключением башни) — то есть обеспечивает защиту от обыкновенных (без термоупрочнённого сердечника) пуль как автоматных, так и винтовочных патронов при стрельбе в борт, в упор, осколков 155/152 мм снарядов с дистанции 100 метров. И от винтовочных пуль (в том числе с термоупрочнённым сердечником) при стрельбе в упор — при попадании в лобовую проекцию. Однако пули винтовочного калибра, изготовленные из сплавов на основе вольфрама пробивают лобовую проекцию БРДМ-2.
Пулями винтовочных патронов со стальным, термоупрочнённым сердечником 7Н13 и Б-32, (патрона 7,62х54R), и М993АР (патрона 7,62х51НАТО) бортовая броня БРДМ-2 гарантированно пробивается с дистанции 200 метров.
Бронебойными пулями крупнокалиберных патронов (12,7х108ДШК, 12,7х99НАТО) — лобовая проекция пробивается с дистанции 500 метров, а бортовая — 1200 метров.
Патронами 12,7 мм крупнокалиберных пулемётов с бронебойной пулей с твердосплавным сердечником, а также патронами 14,5х114 броня БРДМ-2 пробивается с дистанции до 1200—1500 метров.

#### Отделение управления
В носовой части корпуса располагается отделение управления. В отделении управления размещены органы управления машиной, а также следующее оборудование:
1. Сиденья командира и механика-водителя;
2. Контрольно-измерительные приборы;
3. Радиостанция;
4. Приборы наблюдения.

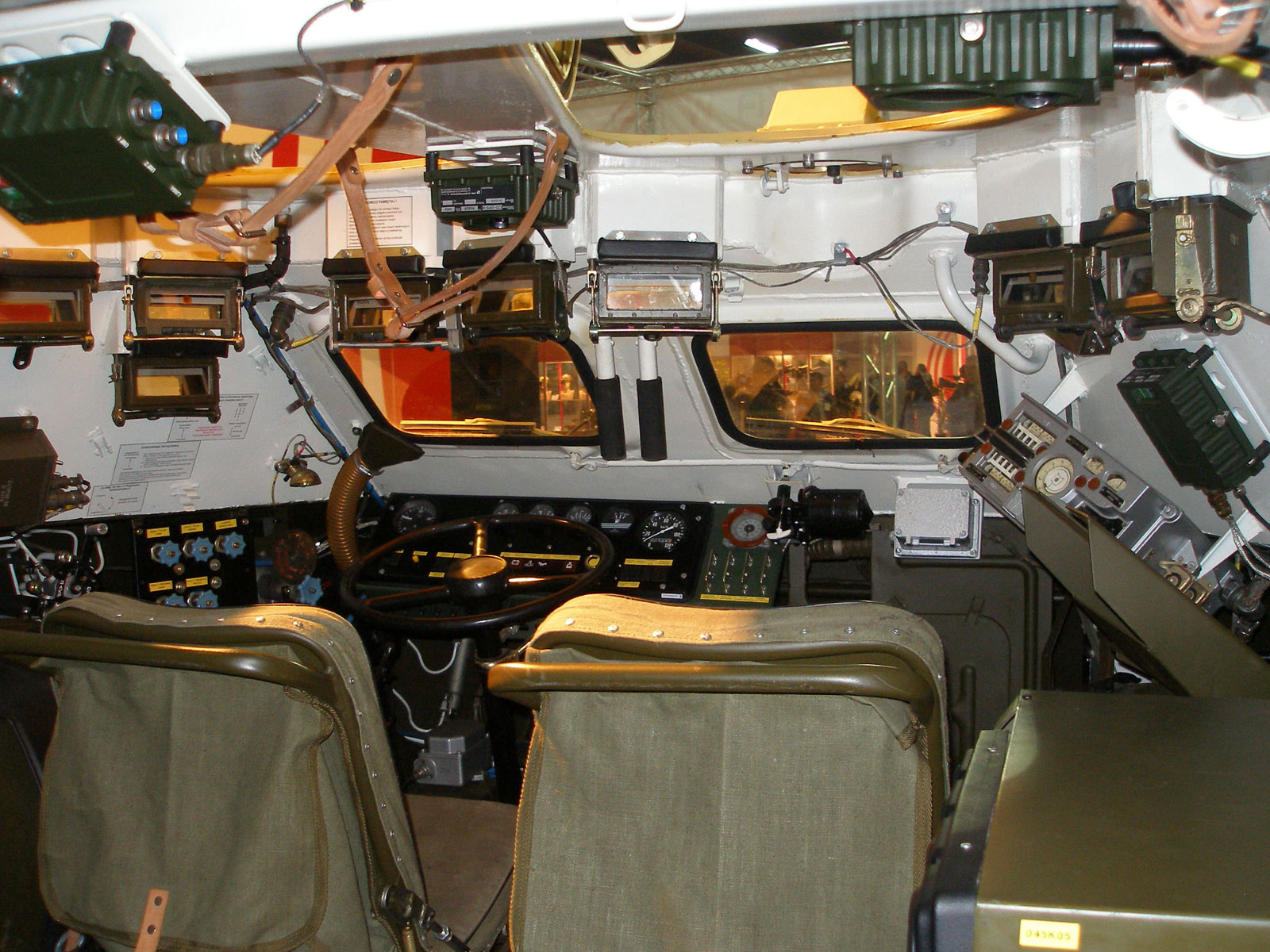

Сиденья имеют систему регулировки положения. В нише правого переднего колёса имеется кронштейн для рентгенометра ДП-3Б. Выносной блок прибора закреплён в корпусе на переднем нижнем листе.

#### Боевое отделение
Боевое отделение расположено в средней части машины. С целью доступа к силовой установке изнутри машины в задней части боевого отделения имеется перегородка, в которой установлены специальные люки.
В боевом отделении имеются два места для экипажа машины. На крыше установлен погон, на котором размещена башня машины. В башне имеется подвесное сиденье для размещения стрелка. В центре на полу имеется герметичный кожух, под которым размещена раздаточная коробка. Кроме того, в полу имеется специальная ниша для размещения инструментов. Ниша закрывается откидной крышкой.

#### Отделение силовой установки
В задней части корпуса расположено отделение силовой установки. В отделении силовой установки размещаются:
1. Привод ручного пуска двигателя;
2. Двигатель;
3. Топливный бачок пускового подогревателя;
4. Генераторная установка;
5. Фильтровентиляционная установка;
6. Коробка передач;
7. Воздушные баллоны;
8. Водяные и масляные радиаторы;
9. Аккумуляторная батарея;
10. Водяные и масляные теплообменники;
11. Карданный привод водомётного движителя;
12. Компрессор;
13. Клапан откачки;
14. Пусковой подогреватель;
15. Водооткачивающий электронасос.

### Вооружение
Вооружение БРДМ-2 составляет спаренная установка 14,5-мм пулемёта КПВТ и 7,62-мм ПКТ. Установка размещается на цапфах в лобовой части башни, её наведение в вертикальной плоскости, в пределах −5…+30°, осуществляется вручную при помощи винтового механизма, горизонтальная наводка осуществляется вращением башни. Наводка пулемётов на цель осуществляется при помощи перископического оптического прицела ПП-61 или ПП-61АМ, имеющих увеличение 2,6× при поле зрения в 23° и обеспечивавшего огонь из КПВТ на дальность до 2000 метров и из ПКТ — до 1500 метров. КПВТ предназначен для борьбы с легкобронированной и небронированной техникой противника и имеет боекомплект 500 патронов в 10 лентах, снаряжённых бронебойно-зажигательными пулями Б-32 и трассирующей БЗТ или бронебойно-зажигательными, с сердечником из карбида вольфрама, пулями БС-41 и трассирующей БСТ, а также зажигательной ЗП. Пулемёт Калашникова предназначен для поражения живой силы и огневых средств противника и имеет боекомплект в 2000 патронов в 8 лентах.
Прочностные характеристики бронекорпуса позволяют устанавливать вместо башни с 14,5 мм пулемётом КПВТ модули с пушками калибром до 23 мм.
| Таблица бронепробиваемости для КПВТ |     |     |        |     |      |
| Пуля \ Расстояние, м | 100 | 250 | 500    | 750 | 1000 |
| Б-32 |     |     |        |     |      |
| (угол наклона 0°, гомогенная броня) |     |     | 30; 27 |     |      |
| БС |     |     |        |     |      |
| (угол наклона 0°, гомогенная броня) |     |     | 50     |     |      |
| Следует помнить, что в разное время и в разных странах использовались различные методики определения бронепробиваемости. Как следствие, прямое сравнение с аналогичными данными других орудий часто бывает затруднено. |     |     |        |     |      |

### Средства наблюдения и связи
Как средство разведки, БРДМ-2 обладает развитым комплексом средств наблюдения. Командир машины располагает бинокулярной перископической танковой панорамой ТПКУ-2Б, обеспечивавшей увеличение 5× при поле зрения в 7,5°, что позволяло осуществлять наблюдение на дальности до 3 000 метров, и дававшей круговой обзор. В ночное время на месте ТПКУ-2Б устанавливался монокулярный прибор ночного видения ТКН-1С, имевший увеличение 2,75× и поле зрения в 10° и обеспечивавший наблюдение на дальности до 250—300 метров при подсветке инфракрасным осветителем ОУ-3. Помимо них, командир имеет четыре неподвижных перископических прибора: один ТНПО-115 и три ТПН-Б, обеспечивающие обзор лобового и правого бортового сектора. Механик-водитель располагает шестью перископическими смотровыми приборами: двумя ТНПО-115 и четырьмя ТПН-Б, обеспечивающими обзор лобового и левого бортового сектора. В ночное время центральный прибор ТНПО-115 заменяется бинокулярным неподвижным прибором ночного видения ТВНО-2Б, обеспечивавшим наблюдение в секторе 30° на дальности 50—60 метров. В небоевых условиях командир и механик-водитель могли вести наблюдение через смотровые люки в лобовом листе корпуса. Наблюдатель на каждом из своих мест имел по три перископических прибора ТПН-Б, обеспечивавших обзор соответствующего бортового сектора. ТПН-Б и ТНПО-115 имели однократное увеличение и отличались наличием у последних электроподогрева, улучшавшего видимость через них при низких температурах. Башенный стрелок, помимо прицела пулемётной установки, использовавшегося им в качестве основного средства наблюдения, имел перископический прибор ТНПТ-1, устанавливавшийся в крыше башни и обеспечивавший наблюдение кормового сектора в 52°.

### Двигатель и трансмиссия

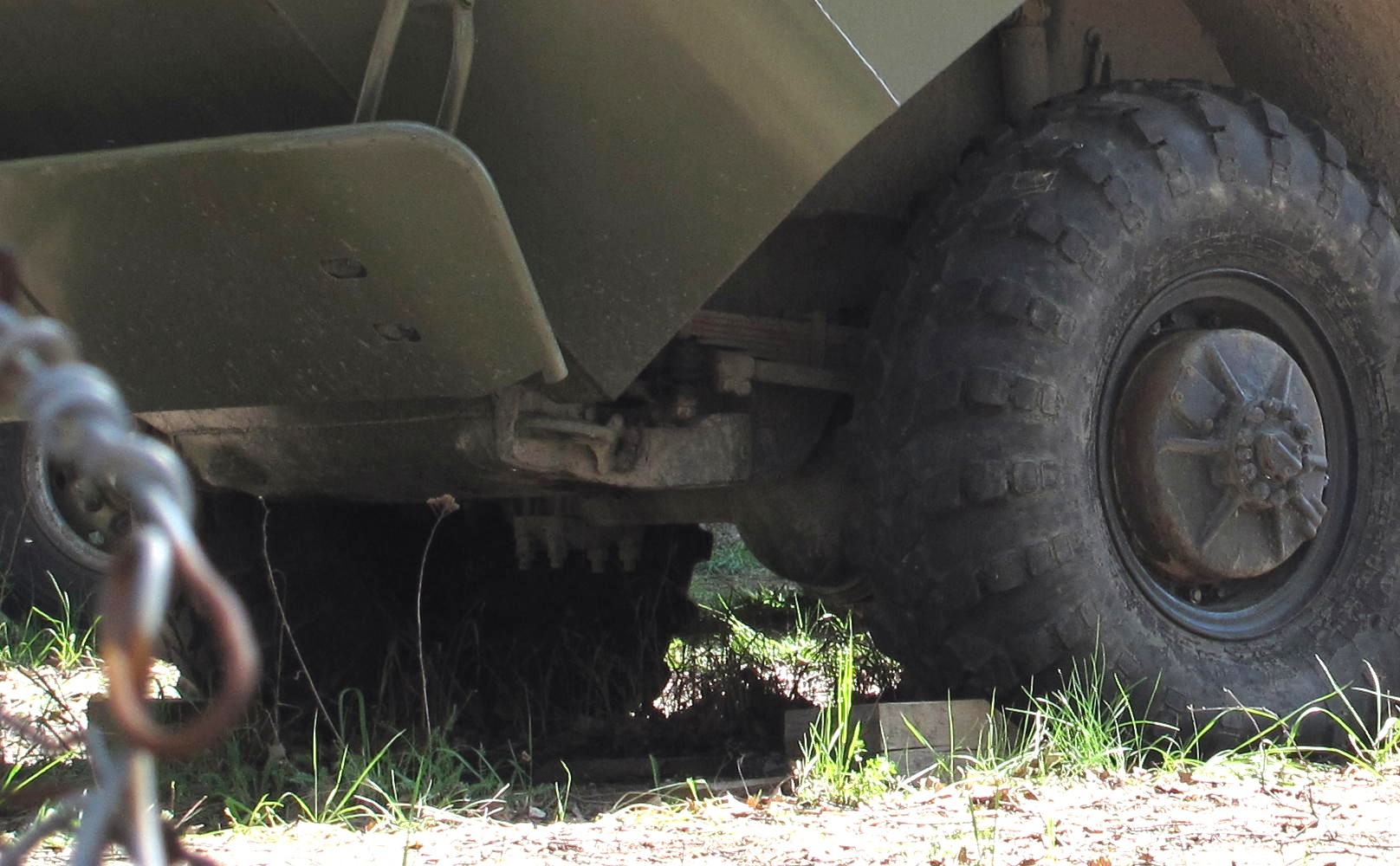
Подвеска рессорная с продольными полуэллиптическими рессорами

На БРДМ-2 установлен восьмицилиндровый V-образный четырехтактный бензиновый двигатель ГАЗ-41 объёмом 5,5 л, модифицированный вариант которого также использовался на лимузине ГАЗ-13 «Чайка». Двигатель того же семейства ЗМЗ-53, но уменьшенной размерности, использовался и в грузовике ГАЗ-53, и, в спаренной модификации, на БТР-70. Мощность двигателя составляет 140 л. с. В двигателе применяется комбинированная система смазки (под давлением и путём разбрызгивания). Масляный насос двухсекционный шестерённого типа. Также применён масляный фильтр центробежной очистки с реактивным приводом. Суммарная ёмкость баков с топливом составляет 280 литров.
Трансмиссия механическая. Имеет 4 передних и одну заднюю передачу. Сцепление однодисковое, демпферное с наружным диаметром ведомого диска 300 мм.

### Ходовая часть

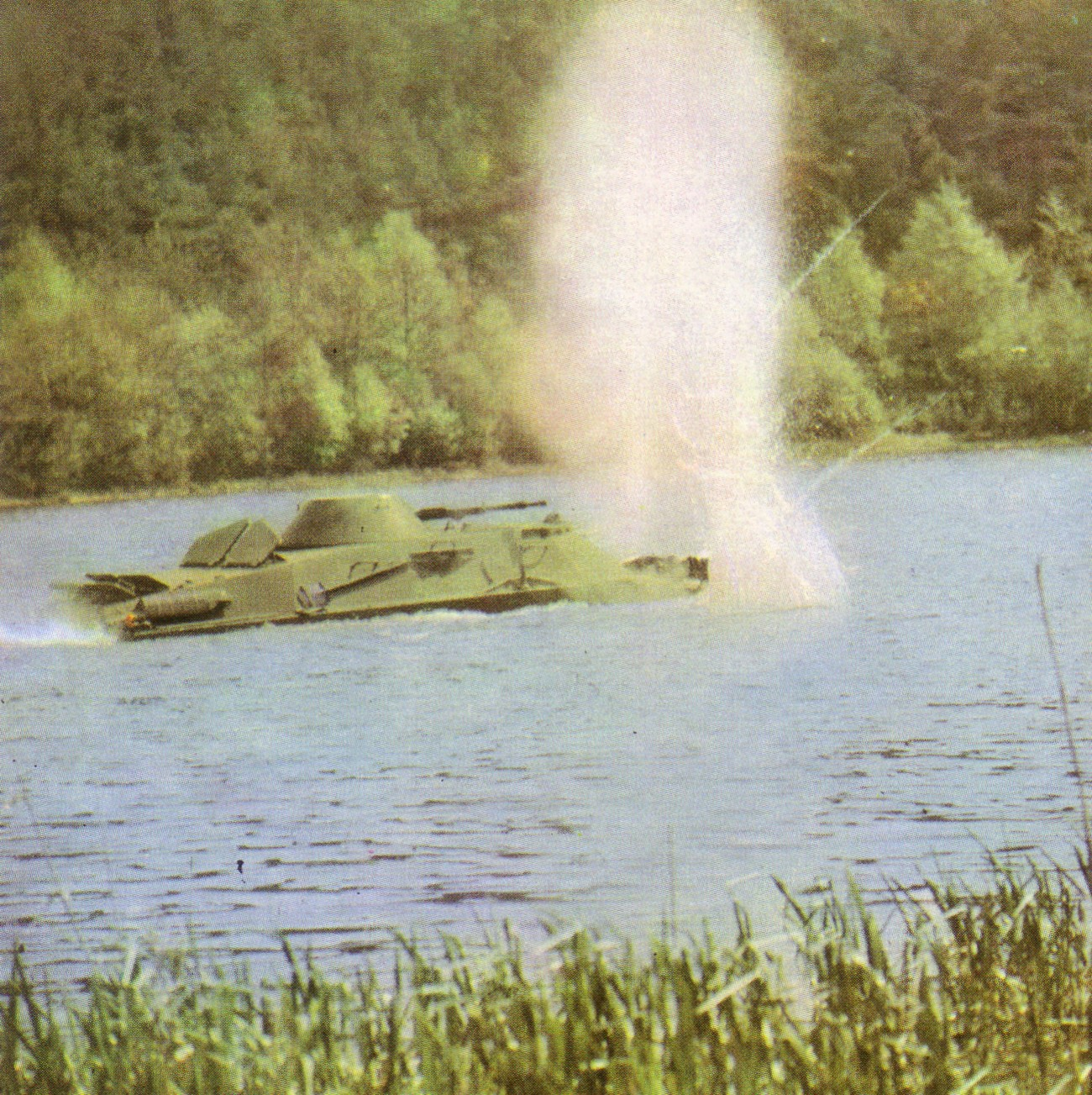
БРДМ-2 преодолевает водную преграду

Ходовая часть колёсная. Угол развала колёс составляет 0°45’. Устанавливаются автомобильные шины 12,00—18 ” с центральным регулированием давления, аналогичные шинам автомобилей ГАЗ-63, ГАЗ-66 и ЗИЛ-157. Подвеска рессорная с продольными полуэллиптическими рессорами. Концы рессор установлены в резиновые подушки. На каждом мосту имеется по два гидравлических амортизатора телескопического типа с двусторонним действием.

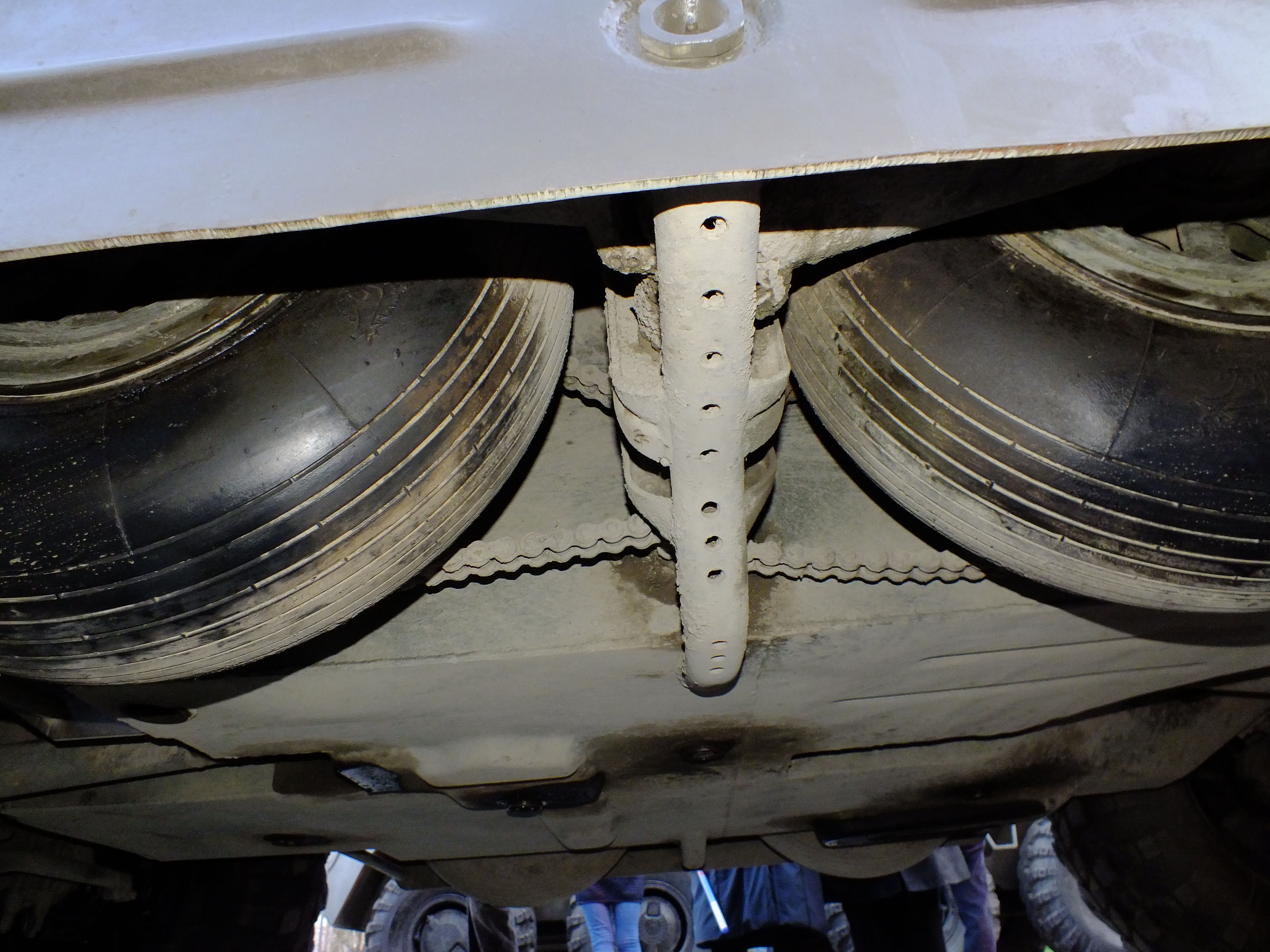
БРДМ-2, дополнительные колёса подняты в нишу, виден цепной привод.

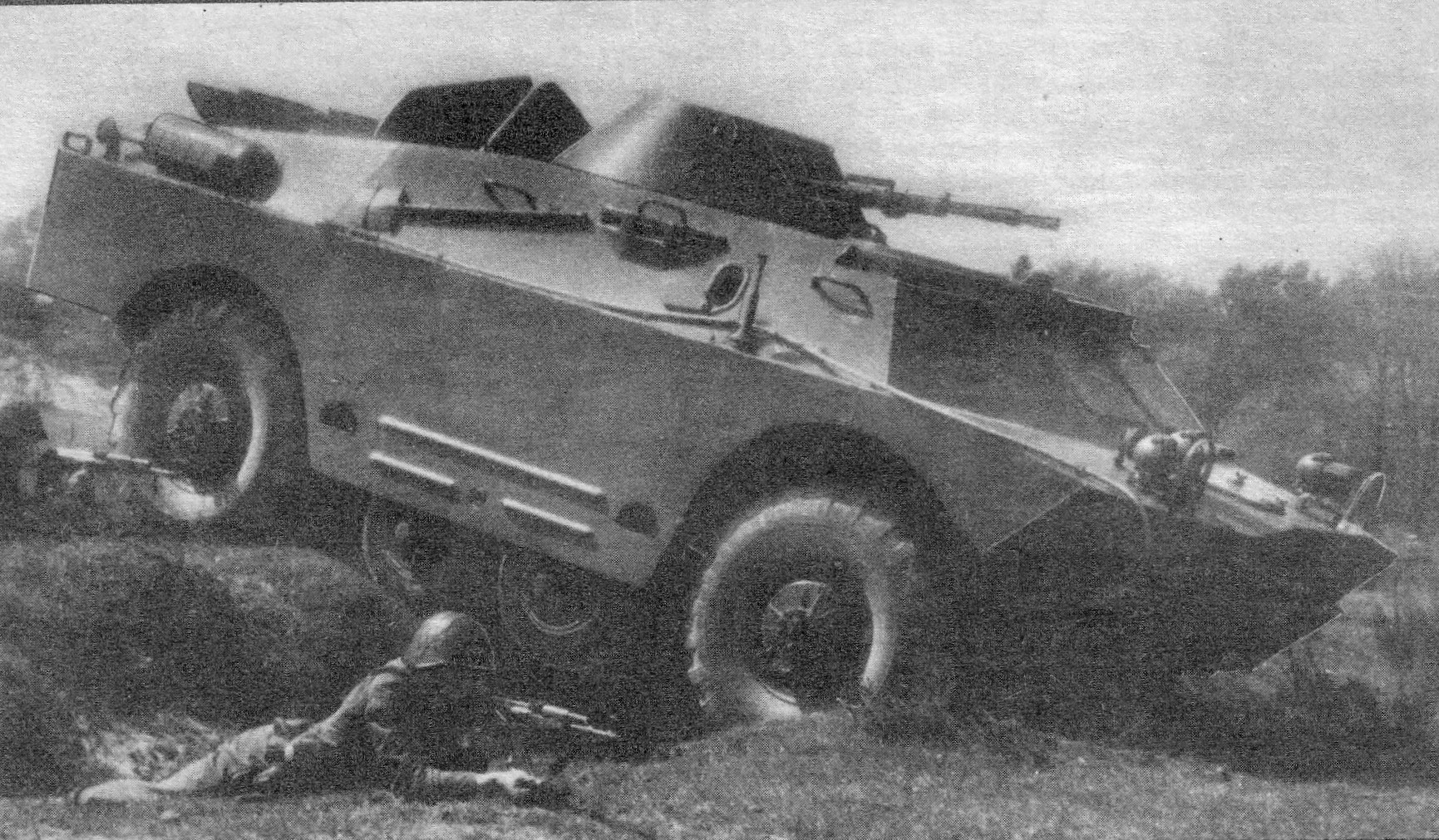
БРДМ-2 с опущенными дополнительными колёсами преодолевает окоп.

Для преодоления траншей и окопов на БРДМ-2 установлены по два пневматических колеса с каждого борта. Размер колёс составляет 700×250 мм. Перед преодолением преград колёса опускаются, а после преодоления — поднимаются с помощью четырёх гидравлических подъёмников с шариковым замком. Колёса также как и основные, являются ведущими. В движение приводятся благодаря коробке отбора мощности через цепные передачи.
Водомётный движитель установлен в кормовой части машины. Вода забирается из-под днища. В движителях установлены гребные винты диаметром 500 мм. Тяговое усилие при 900—1100 об/мин винта составляет 700 кгс. Движитель приводится в действие благодаря специальной коробке отбора мощности, смонтированной на левой стороне коробки передач.

## Модификации
БРДМ-2 на выставке Технологии в машиностроении в 2010 году.

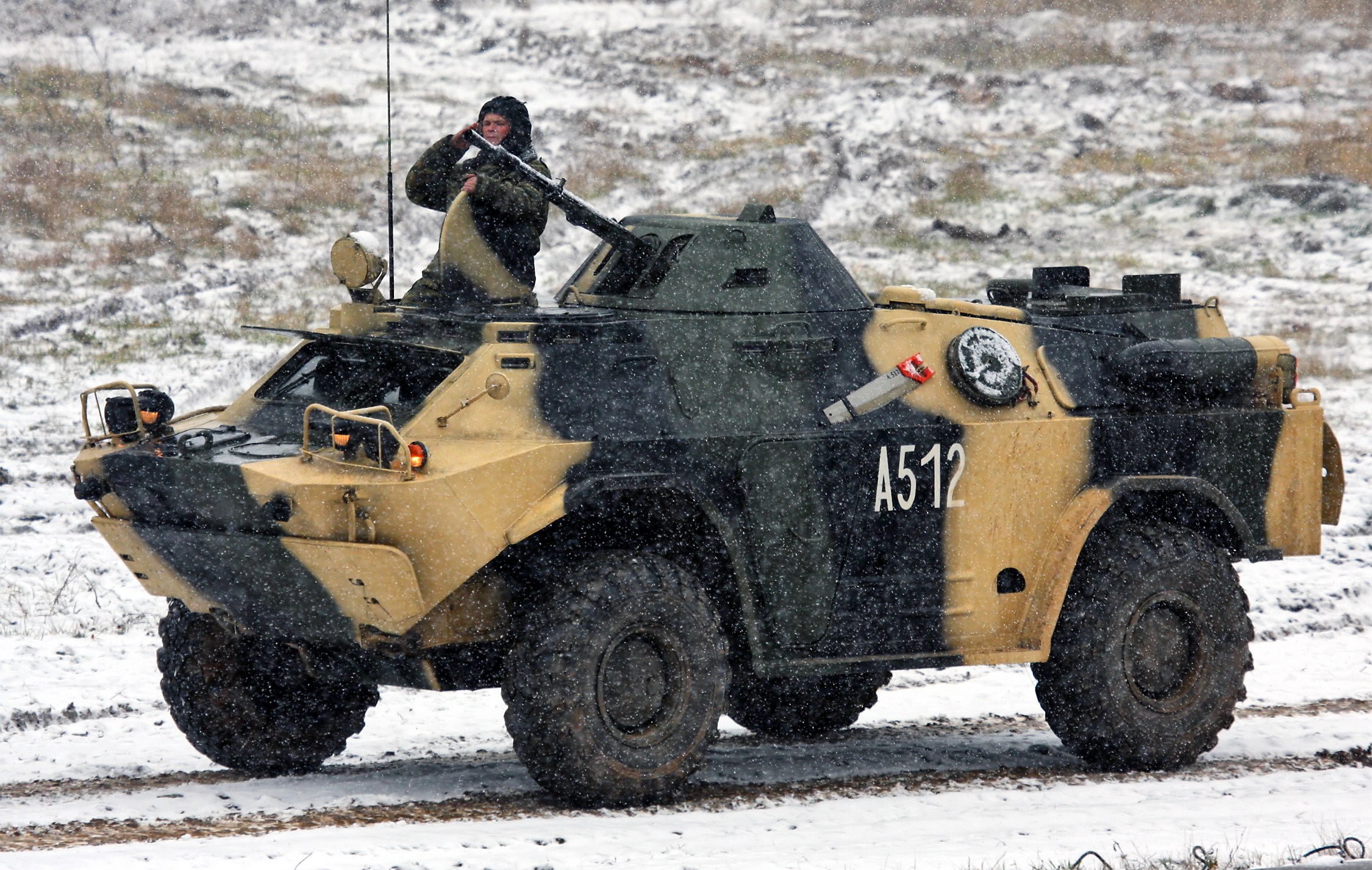
БРДМ-2М

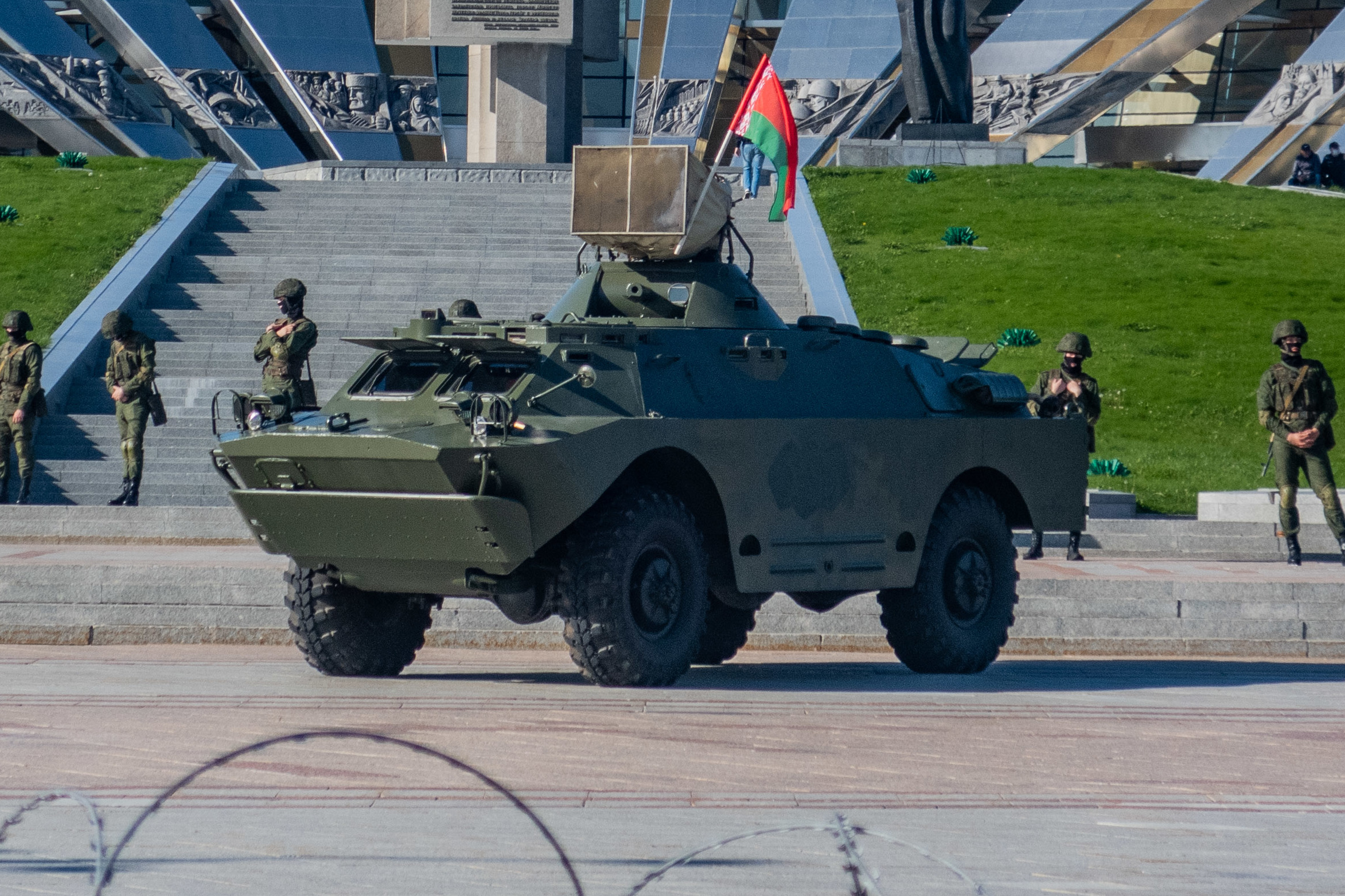
ЗС-82 в Минске в 2020 году

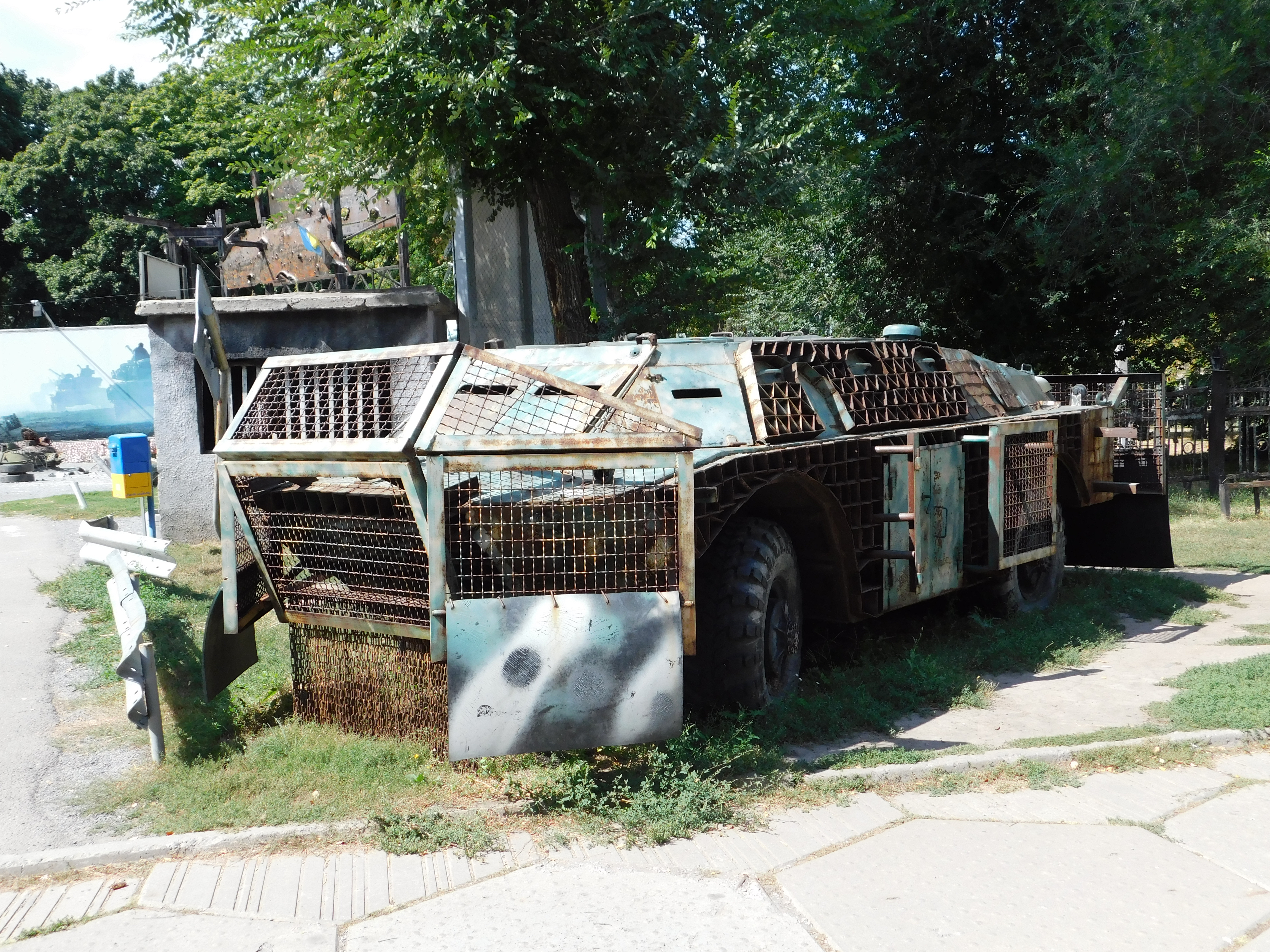
Кустарная противокумулятивная решетка на БРДМ-2

- БРДМ-2М(А) — модернизированный вариант БРДМ-2. Производитель — Арзамасский машиностроительный завод. Машина облегчена — сняты бортовые колесные механизмы повышения проходимости, вместо них установлены трапециевидные двери от БТР-70. Подвеска унифицирована с БТР-80. Вместо бензинового двигателя установлен турбодизельный двигатель Д-245.9 мощностью 136 л. с.[17]. БРДМ оснащён башней БПУ-1, вооружённой 14,5-мм пулемётом КПВТ и 7,62-мм пулемётом ПКТ (причём угол обстрела КПВТ увеличен до +60°) и оборудован современными радиостанциями Р-163 или Р-173.
- БРДМ-2ЛД — украинская модернизация БРДМ-2 (с боковыми люками десанта и дизельным двигателем СМД-21-08 украинского производства), выпускалась ГП «Николаевский ремонтно-механический завод»[18]. Выпуск прекращён в связи с банкротством завода «Серп и молот» (изготовителя двигателей серии СМД)[19]
- БРДМ-2М — украинская модернизация БРДМ-2. То же, что и БРДМ-2ЛД, но со штатным бензиновым двигателем. Выпускалась ГП «Николаевский ремонтно-механический завод».[20]
- БРДМ-2ДИ «Хазар» — украинская модернизация БРДМ-2, разработана в 2005 году на ГП «Николаевский ремонтно-механический завод». Установлены боковые двери десанта по типу БРДМ-2ЛД и БРДМ-2М, дизельный двигатель FPT IVECO Tector с предпусковым подогревателем, тепловизор[21] и новый комплекс вооружения[22].
- БРДМ-2Л1 — украинская модернизация БРДМ-2. Вариант модернизации ГП «Николаевский ремонтно-механический завод». Машина получила люки по типу БРДМ-2ЛД и БРДМ-2М и бойницы для ведения стрельбы, установлена современная радиостанция украинского производства, применены новые бескамерные шины с регулируемым давлением.[23]
- БРДМ-2ДП — украинская модернизация БРДМ-2, разработанная ОАО «Завод „Маяк“». Облегчённая модификация (снята башня и бортовые колесные механизмы повышения проходимости), оборудована боковая дверь для десанта, установлены дизельный двигатель и устройство для преодоления траншей и окопов, изменено вооружение (поставлены носовой 12,7-мм пулемёт ДШКМ и 2 бортовых 7,62-мм пулемёта СГМБ). Также машина может быть оборудована съёмными противокумулятивными сетками[24].
- БРДМ-2И — украинская модернизация БРДМ-2, предложенная 45-м экспериментальным механическим заводом (г. Винница). Штатный бензиновый двигатель заменён на малошумный дизель «ISUZU» мощностью 156 л. с. Водометная установка и противоокопные колёса при модернизации сохранены. Дополнительно установлена электронная система централизованной подкачки шин украинского производства.[25][26] Вооружение: 14.5-мм пулемёт КПВТ, 7.62-мм пулемёт ПКТ, гранатомёт АГС-17, ПТРК «Барьер».[27]
- БРДМ-2Т — украинская модернизация БРДМ-2, разработанная компанией ООО НПК «Техимпекс» (Киев).
- БРДМ-2 «ВЕПР» — украинская модернизация БРДМ-2, предложенная компанией «ВЕПР». Улучшена обзорность путём остекления кабины экипажа бронестёклами. Дно бронировано. Боковые колёса демонтированы. Вместо них установлены полнопрофильные двери для посадки-высадки десанта. Вооружение усилено. В дополнение к штатному вооружению добавлен кормовой пулемёт, место пулемётчика оборудовано на месте демонтированного водомётного движителя. В носовой части предусмотрена установка курсового автоматического гранатомёта. Светотехника доработана для движения по дорогам общего пользования[28].
- БКМ «Геккон» — украинская модернизация БРДМ-2, представленная в 2016 г. Инженерной группой «Арей». Броневая защита усилена. Штатный бензиновый двигатель ГАЗ-41 и механическая трансмиссия заменены на новый дизельный двигатель «General Motors» мощностью 215 л. с. с гидравлическим приводом. Две пары пневматических колёс, предназначенных для преодоления траншей и окопов, и их гидравлические подъёмники демонтированы. В бортах сделаны две бойницы для ведения огня из стрелкового оружия и две бортовые двери. Для движения по воде установлены два водомётных движителя итальянского производства. Вооружение: 12,7-мм пулемёт НСВТ, 7,62-мм пулемёт ПКТ и 4 дымовых гранатомёта.[29].
- БРМ «Мангуст» — украинская модернизация БРДМ-2, впервые представленная в 2017 г. под названием БРДМ-НИК. Изменена компоновка лобовой части, увеличен внутренний объём машины. Установлено дополнительное бронирование. Силовая установка по типу БРДМ-2ДИ. Возможность плавать сохранена. Вооружение: роботизированный боевой модуль с 14.5-мм и 7.62-мм пулемётами.[27][30]
- ПТРК «Амулет» — украинский вариант ПТРК на шасси БРДМ-2, представленный компанией КБ «Луч» в 2019 году. ПТРК использует управляемые ракеты РК-2С (тандемно-кумулятивные) и РК-2ОФ (осколочно-фугасные) аналогичные ПТРК «Стугна». На машину установлены новые радиостанции, тепловизионный прицел и дополнительно навигационная система СН-3003Н «Базальт».[31][32]
- БРДМ-2 "Ukuzaji" — танзанийская модернизация БРДМ-2, обновлена защита и система охлаждения. Количество модернизированных БРДМ-2 по проекту "Ukuzaji" — 10.
- БРДМ-2МБ1 — белорусская модернизация БРДМ-2, с 2011 года производится ОАО «140 ремонтный завод»[33]. Демонтированы водометные движители и дополнительные колёса. Установлены боковые люки десанта, радиостанция Р-173, новый дизельный двигатель Д245.30Е2 мощностью 155 л. с., боевой модуль Адунок и система видеонаблюдения. Вооружён 12,7-мм пулемётом НСВТ. Экипаж увеличен до 7 человек.
- МБТС «Кайман» — белорусская модернизация БРДМ-2. Опытный образец представил в 2015 году ОАО «140 ремонтный завод». Штатный корпус машины подвергся кардинальной переделке. Передняя часть корпуса остеклена бронестёклами. Боковые противоокопные колёса демонтированы, а на их месте установлены десантные двери. Днище — V-образное. Мосты, колёсные редукторы и независимая торсионная подвеска от БТР-60. Штатный двигатель заменён на дизель Д 245 с электронной системой управления. Коробка передач — механическая пятиступенчатая. Машина сохранила плавучесть. Для движения по воде применён новый двигатель с коробками отбора мощности для привода гребных винтов. Полная масса машины — 7 тонн. Скорость по шоссе — 110 км/ч. Запас хода — 1000 км. Экипаж — 6 чел[34].
- ZKDM «Зубастик» — модернизированный вариант, разработанный в Азербайджане. Оснащена усиленной противоминной защитой, новой башней (в которой установлены 23-мм двухствольная пушка ГШ-23, 7,62-мм пулемёт, 30-мм автоматический гранатомёт АГС-30 и четыре 81-мм дымовых гранатомёта — по два на каждой стороне башни), новым дизельным двигателем Д-245.30E2 мощностью 150 л. с. Демонтированы водометные движители и дополнительные колёса. Установлены боковые люки десанта[35]. Один демонстрационный образец был разработан в сентябре 2013 года, в декабре 2013 он был направлен на испытания[36]
- BRDM-2 — вариант модернизации, предложенный НТЦ «Дельта». Водомётные движители и дополнительные колёса демонтированы, на машину установлены боевой модуль (с 23-мм автоматической пушкой 2А14 и 7,62-мм пулемётом ПКТ) и два четырёхствольных дымовых гранатомёта[37]. Одна машина представлена 24 мая 2014 на военном параде в Тбилиси в честь дня независимости Грузии.
- БРДМ-КЗ — модернизированный вариант, разработанный в 2013—2014 гг. казахстанскими компаниями «Semey Engineering» и «Kazakhstan Aselsan Engineering». Колея расширена за счёт установки мостов от БТР-80, установлен дизельный двигатель Iveco. В мае 2014 на выставке KADEX-2014 был представлен один демонстрационный образец[38]
- BRDM-2M96i — польский модернизированный вариант с дизельным двигателем Iveco Aifo 8040, разработанный в 1994—1997 годы. Выпускается в нескольких вариантах.
- БРДМ-2МС — российская модификация, разработанная в 2016-2018 гг.
- Курјак — модернизированный вариант производства Сербии.
- LOT-B — чешская модернизированная версия.
- LOT-V — командирская версия LOT-B.

## Машины на базе БРДМ-2
- 9П19 — боевая машина ПТРК «Глаз»

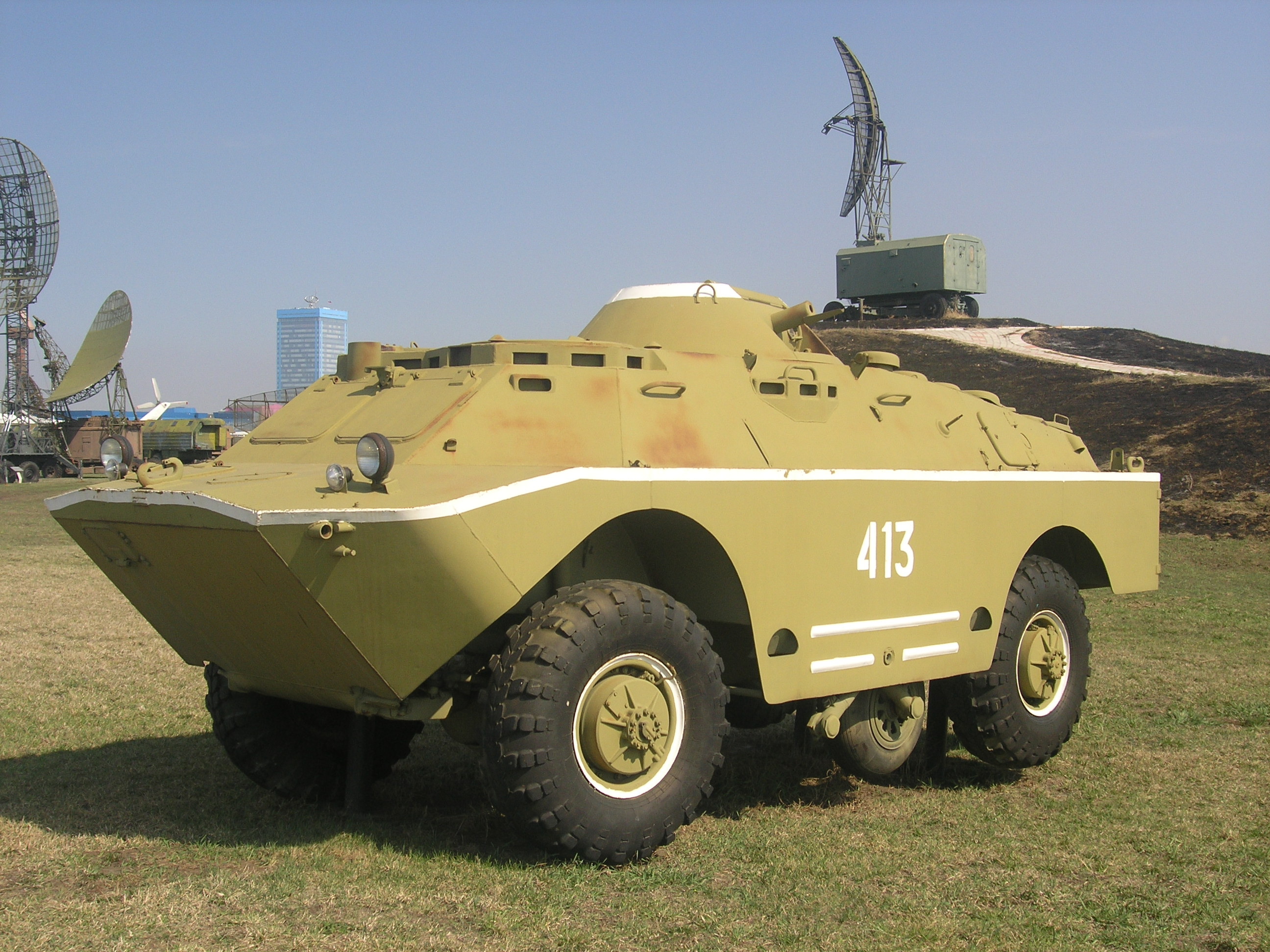
БРДМ-2РХБ

ЗС-82 в Афганистане в конце 1980-х гг.

- 9П122 — боевая машина ПТРК 9К11М «Малютка-М» (шасси ГАЗ-41-02).
- 9П124 — боевая машина ПТРК 2К8М «Фаланга-М»
- 9П133 — боевая машина ПТРК 9К11П «Малютка-П» (шасси ГАЗ-41-06).
- 9П137 — боевая машина ПТРК 2К8П «Фаланга-П»
- 9П148 — боевая машина ПТРК 9К113 «Конкурс» (шасси ГАЗ-41-08).
- БРДМ-2РХБ «Дельфин» — машина радиационной и химической разведки, с автоматическим газосигнализатором ГСА-12, ВПХР, измерителем ДП-5В, рентгенометром ДП-3Б (шасси ГАЗ-41-05).
- БРДМ-2У — машина управления командира батальона. С дополнительной радиостанцией Р-123. Без башни
- 9А31 — боевая машина ЗРК 9К31 «Стрела-1»
- ЗС-72Б — звуковещательная станция средней мощности
- ЗС-82 — звуковещательная станция средней мощности
- Алеся-1 — белорусская аварийно-транспортная машина[39], экипаж 8-10 человек
- АТМ-1 — универсальная аварийно-транспортная машина
- ТМ-1П — российская плавающая транспортная машина
- БИ-1 — российская бронированная инкассаторская машина
- ПСМ-8 — поисково-спасательная машина
- УДДС-БРДМ — учебно-действующий стенд
- ГАЗ-41Д — опытная, 1962-64 гг. Десантная, с башней БМП-1. Экипаж — 2 чел. Двигатель ЯМЗ, дизель
- БРДМ-2Д — вариант модернизации (1999 г.), с двигателем мощностью 195 л. с., без дополнительных катков
- БРДМ-2М — вариант модернизации (2001 г.), с дизельным двигателем ЯМЗ-3460 мощностью 160 л. с.
- БРДМ-2М — вариант модернизации (АО «Муромтепловоз», 2005 г.), с четырёхцилиндровым дизельным двигателем ЯМЗ-Е534.10 мощностью 160 л. с. Без дополнительных колёс
- БРДМ-2М — вариант модернизации. С башенной пулемётной установкой МА7 (12,7 мм «Корд»; 7,62 мм ПКТ)
- БРДМ-2-122 — кубинский 120-мм самоходный миномёт на базе БРДМ-2 — башня снята, в качестве вооружения установлен 120-мм миномёт советского производства (всего для кубинской армии выпущено 40-50 машин в двух вариантах исполнения)[источник не указан 3317 дней]

## Операторы

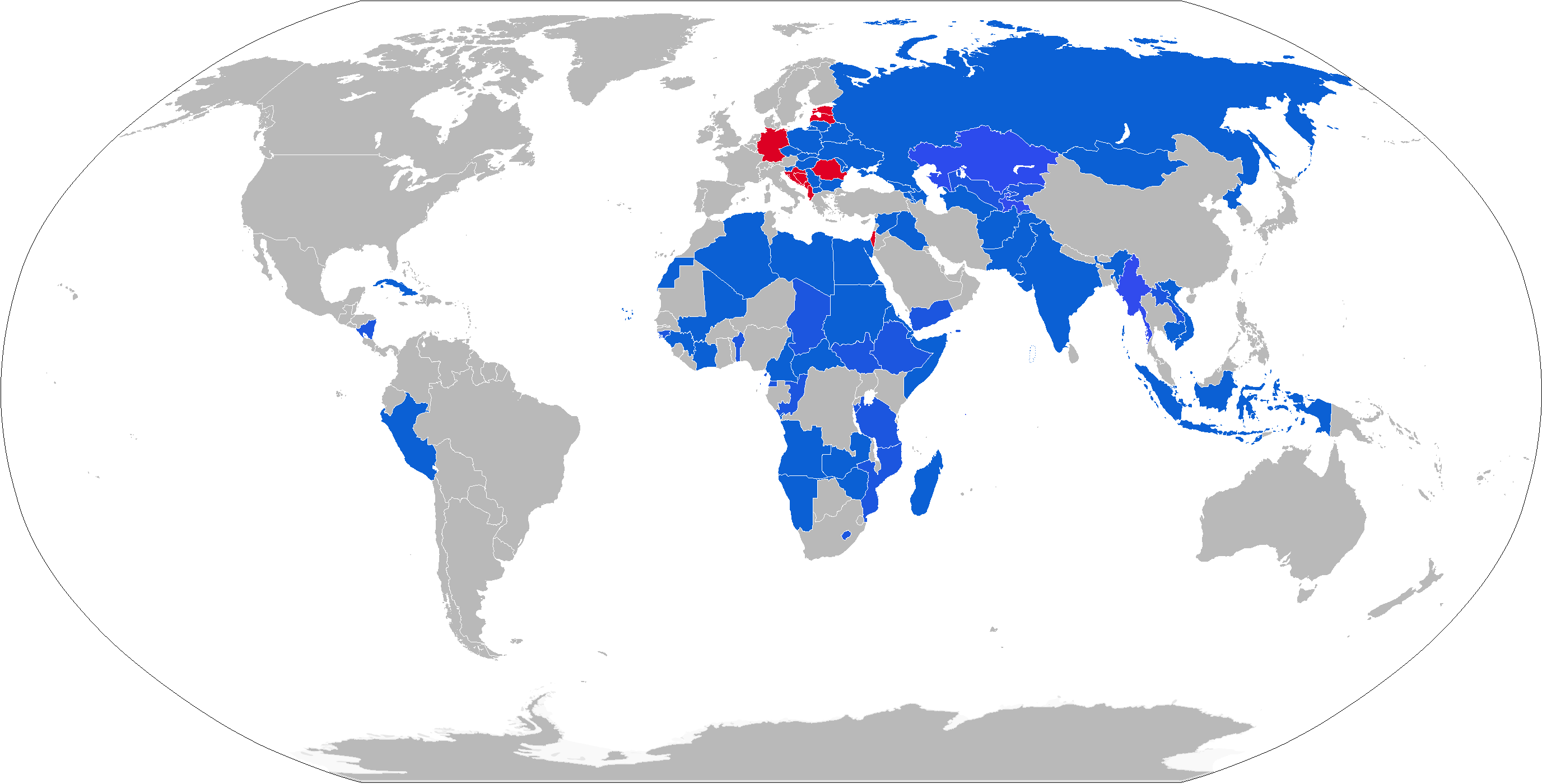
Карта операторов БРДМ-2 на 2019 год

### Стоит на вооружении
- Алжир — 26 БРДМ-2, по состоянию на 2024 год[40]
- Армения — 120 БРДМ-2, по состоянию на 2024 год
- Ангола — 600 БРДМ-2 и 3 БРДМ Кайман, по состоянию на 2024 год[40]
- Бенин — 14 БРДМ-2, по состоянию на 2024 год[40]
- Бурунди — 30 БРДМ-2, по состоянию на 2024 год[40]
- Вьетнам — 100 БРДМ-1/БРДМ-2, по состоянию на 2024 год. Всего поставлено 50 БРДМ-2[41][40]
- Гвинея — 25 БРДМ-1/БРДМ-2, по состоянию на 2024 год. Всего поставлено 19 БРДМ-2[41][40]
- Гвинея-Бисау — 10 БРДМ-2, по состоянию на 2024 год[40]
- Джибути — 2 БРДМ-2, по состоянию на 2024 год[40]
- Египет — 300 БРДМ-2, по состоянию на 2024 год[40]
- Замбия — около 30 БРДМ-1/БРДМ-2, по состоянию на 2024 год. Всего поставлено 44 БРДМ-2[41][40]
- Индонезия — 21 БРДМ-2, по состоянию на 2024 год[40]
- Ирак — 18 БРДМ-2, по состоянию на 2024 год[40]
- Йемен — некоторое количество БРДМ-2, по состоянию на 2024 год. Всего поставлено 150 БРДМ-2[41][40]
- Кабо-Верде — 10 БРДМ-2, по состоянию на 2024 год[40]
- Казахстан — 40 БРДМ-2, по состоянию на 2024 год[40]
- Камбоджа — не менее 20 БРДМ-2, по состоянию на 2024 год[40]
- Кыргызстан — 30 БРДМ-2 и 9 БРДМ-2М, по состоянию на 2024 год[40]
- Кот-д’Ивуар — 13 БРДМ-2 и 5 БРДМ Кайман, по состоянию на 2024 год[40]
- Республика Конго — 15 БРДМ-2 по состоянию на 2024 год[40]
- Куба — некоторое количество БРДМ-2, по состоянию на 2024 год. Всего поставлено 50 БРДМ-2[41][40]
- Лаос — 10 БРДМ-2М, по состоянию на 2024 год[41][40]
- Ливия — некоторое количество БРДМ-2, по состоянию на 2019 год. Всего поставлено 260 БРДМ-2[41][40]
- Мадагаскар — около 35 БРДМ-2, по состоянию на 2024 год[40]
- Мали — более 5 БРДМ-2, по состоянию на 2024 год[40]
- Мозамбик — 30 БРДМ-1/БРДМ-2, по состоянию на 2024 год. Всего поставлено 56 БРДМ-2[41][40]
- Монголия — 120 БРДМ-2, по состоянию на 2024 год[40]
- Намибия — 12 БРДМ-2, по состоянию на 2024 год[40]
- Никарагуа — 20 БРДМ-2, по состоянию на 2024 год[40]
- Перу — 30 БРДМ-2, по состоянию на 2024 год[40]
- Польша — 265 БРДМ-2 и 87 БРДМ-2 R5 по состоянию на 2024 год[40]
- Россия — некоторое число БРДМ-2/БРДМ-2А на вооружении Национальной гвардии, ещё около 100 БРДМ-2 на складах длительного хранения, по состоянию на 2024 год. [40]
- Сербия — 46 БРДМ-2 и 30 БРДМ-2М по состоянию на 2024 год[40]
- Судан — некоторое количество БРДМ-2 и БРДМ Кайман, по состоянию на 2024 год. Всего поставлено 50 БРДМ-2[41][40]
- Танзания — 10 БРДМ-2, по состоянию на 2024 год[40]
- Туркменистан — 200 БРДМ-2, 8 9П122 «Малютка-М», 8 9П133 «Малютка-П» и 2 9П148 «Конкурс», по состоянию на 2024 год[40]
- Узбекистан — 13 БРДМ-2, по состоянию на 2024 год[40]
- Украина — 120 БРДМ-2 по состоянию на 2024 год[40]
- ЦАР — 20 БРДМ-2 по состоянию на 2024 год[40]
- Чад — около 100 БРДМ-2, по состоянию на 2024 год[40]
- Экваториальная Гвинея — 6 БРДМ-2, по состоянию на 2024 год[40]
- Эритрея — 40 БРДМ-1/БРДМ-2, по состоянию на 2024 год. Все БРДМ захвачены у армии Эфиопии.[41][40]
- Эфиопия — около 50 БРДМ-1/БРДМ-2 по состоянию на 2019 год. Всего поставлено 1200 БРДМ-2[41][40]

### Бывшие операторы
- Афганистан — некоторое количество БРДМ-1 и БРДМ-2, по состоянию на 2010 год
- Белоруссия — 500 БРДМ-2 различных модификаций, по состоянию на 2017 год[42]
- Болгария — 24 БРДМ-2, по состоянию на 2010 год
- Босния и Герцеговина — сняты с вооружения к 2000 году[43]
- Венгрия — 350 единиц БРДМ-2 поставлены из СССР в период с 1969 по 1975 годы[41]
- Германия — сняты с вооружения к 2000 году[43]
- Израиль — трофейные египетские, сняты с вооружения к 2000 году[43]
- Индия — 600 единиц поставлены из СССР в период с 1977 по 1979 годы
- Латвия — 2 БРДМ-2, списаны[44]
- Литва — 10 БРДМ-2, по состоянию на 2010 год
- Лесото — 2 БРДМ-2, оценивающиеся как небоеспособные, по состоянию на 2024 год
- Маврикий — некоторое количество БРДМ-2 по состоянию на 2010 год
- Молдавия — 5 БРДМ-2, по состоянию на 2016 год
- Румыния — 121 единица БРДМ-2 поставлена из СССР в период с 1975 по 1978 годы[45], сняты с вооружения к 2000 году[43]
- Северная Македония — 10 БРДМ-2, по состоянию на 2019 год. В 2024 году не на вооружении
- Сейшельские Острова — 6 БРДМ-2, оцениваются как небоеспособные, по состоянию на 2024 год[40]
- Словакия — некоторое количество 9П148 «Конкурс», по состоянию на 2019 год
- Словения — 8 БРДМ-2, по состоянию на 2007 год
- Сомали — некоторое количество БРДМ-2, по состоянию на 2010 год
- США — 7 единиц БРДМ-2 поставлены из ФРГ в 1991 году
- Уганда — 100 единиц БРДМ-2 поставлены из СССР в 1975 году
- Хорватия — 2 БРДМ-2, по состоянию на 2011 год
- Эстония — сняты с вооружения к 2000 году[43]

### Бывшие не существующие
- Баасистская Сирия — некоторое количество БРДМ-2, по состоянию на 2024 год. Всего поставлено 1200 БРДМ-2[41][40]
- СССР — перешли к образовавшимся после распада государствам[43]
- ГДР — 1579 единиц поставлены из СССР в период с 1975 по 1976 годы, использовались под обозначением SPW-40P2[45], перешли к Германии[43]
- Северный Йемен — 50 единиц БРДМ-2 поставлены из СССР в 1980 году[45]
- Чехословакия — 100 единиц БРДМ-2 поставлены из СССР в период с 1975 по 1976 годы[45]
- Югославия — 50 единиц БРДМ-2 поставлены из СССР в 1970 году[45]
- Южный Йемен — 100 единиц БРДМ-2 поставлены из СССР в 1972 году[45]
- ЧРИ — в 1992—1994 годах в ВС ЧРИ находилось 30 единиц БТР и БРДМ, среди них было и некоторое количество БРДМ-2[46].

### Прочие бывшие
- ИГ — некоторое количество БРДМ-2, по состоянию на 2016 год[47]
- Палестинские территории— некоторое количество БРДМ-2, (в 1995—1996 годах поставлено 45 единиц из России, и в 2007 году ещё 25 единиц[45])

## Боевое применение
1. Война во Вьетнаме (1955—1975) — использовалась армией северного Вьетнама.
2. Операция «Дунай» — вторжение в Чехословакию (1968)[48]
3. Война Судного дня (1973) — одно из крупнейших сражений с участием БРДМ-2, вооружённых ПТУР «Малютка», произошло 6 октября 1973 года, когда египетская армия форсировала Суэцкий канал. Перешедшие канал египетские войска были атакованы израильскими танками M48 Patton и M60 Patton 252-й бронетанковой дивизии. Танки шли без предварительной разведки и без пехоты, что привело к их разгрому. Египетские БРДМ и пехота подбили и сожгли 165 израильских танков M48 и M60. Сожжённые танки усеяли пустыню перед египетскими позициями. Десантные машины применялись также и на сирийском фронте. В частности, 12 октября сирийские БРДМ-2 и пехота остановили наступление израильских танков 188-й резервной бригады вдоль шоссе Эль-Кунейтра—Дамаск, при этом израильтяне понесли тяжёлые потери[49][50][51][52].
4. Афганская война (1979—1989)[53]
5. Югославские войны (1991—1995) — использовались различными сторонами конфликта.
6. Октябрьские события в Москве (1993)[54][55].
7. Первая и вторая чеченские войны (1994—1996, 1999—2009) — применялась российскими войсками и чеченскими боевиками. Пользовалась в войсках заслуженной любовью за неприхотливость, высокие ремонтопригодность и живучесть[источник не указан 3710 дней].
8. Война в Грузии (2008) — по данным независимых экспертов Центра анализа стратегий и технологий, российские войска потеряли 3 БРДМ. Один из механиков-водителей российских БРДМ-2, Олег Рудель был награждён медалью «За отвагу»[56][57]
9. Гражданская война в Ливии (с 2011 года)[58].
10. Гражданской войны в Сирии — БРДМ-2 с различными усовершенствованиями используется всеми сторонами
11. Российско-украинская война
  1. Война в Донбассе (2014—2022)
  2. Вторжение России на Украину (с 2022)[3]

## Галерея

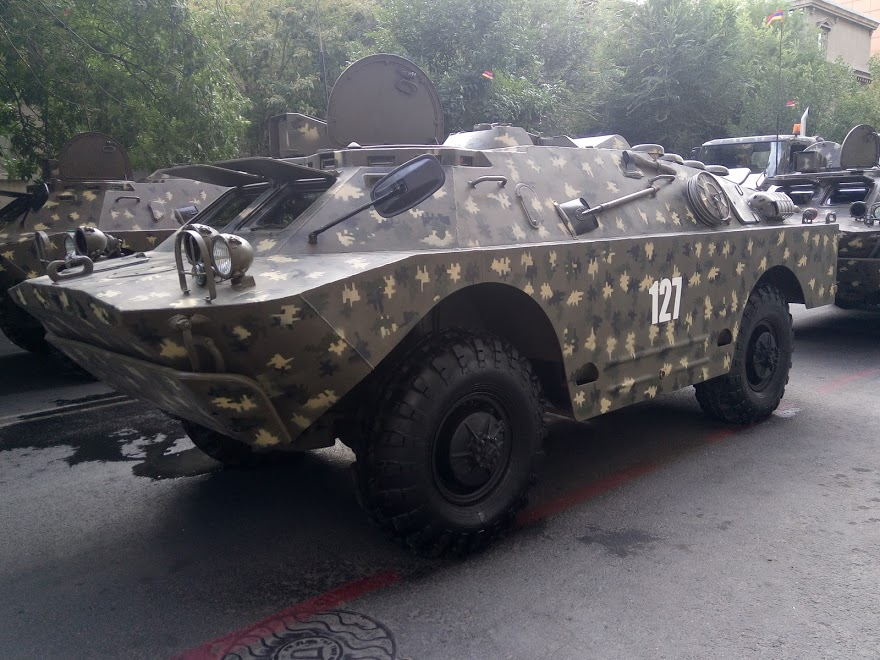
БРДМ-2 ВС Армении на параде в Ереване
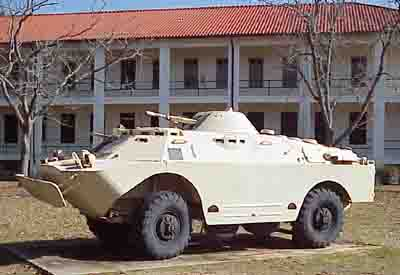
Иракская БРДМ-2 в Национальном музее пехоты США в форте Беннинг
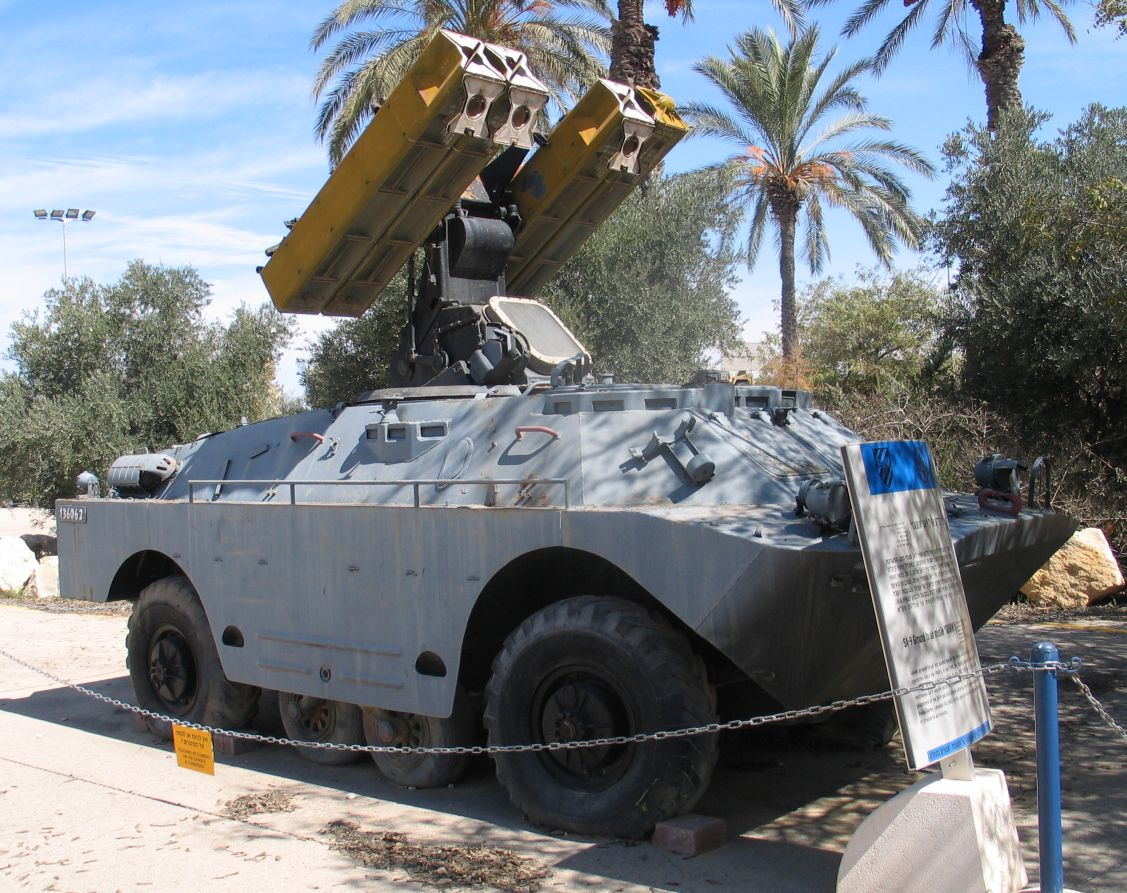
ЗРК Стрела-1 на базе БРДМ-2
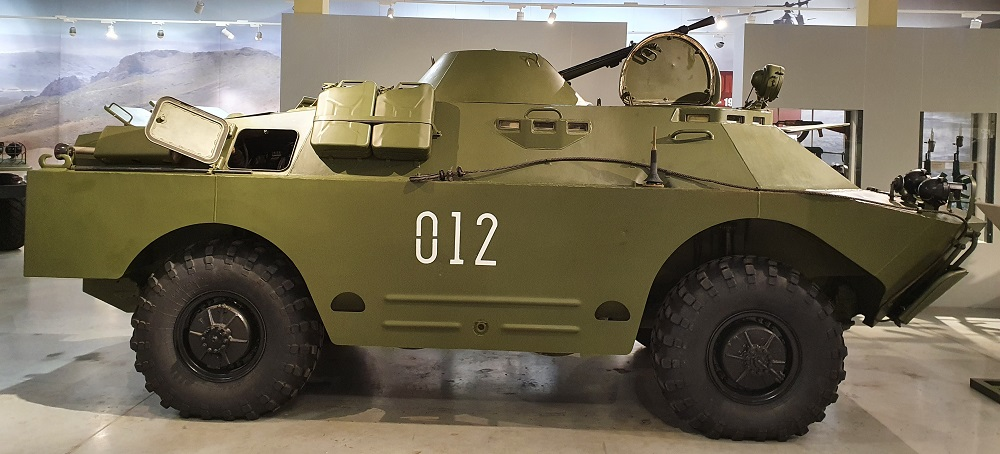
БРДМ-2 в Музее отечественной военной истории в деревне Падиково
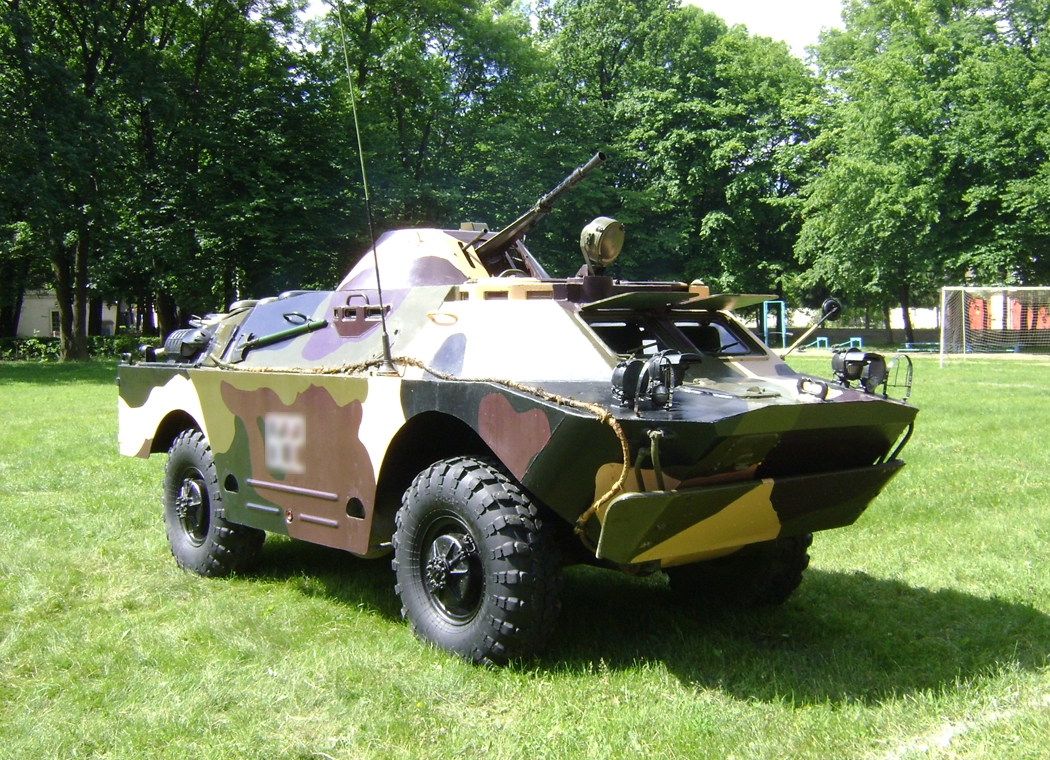
БРДМ-2 ВС Украины
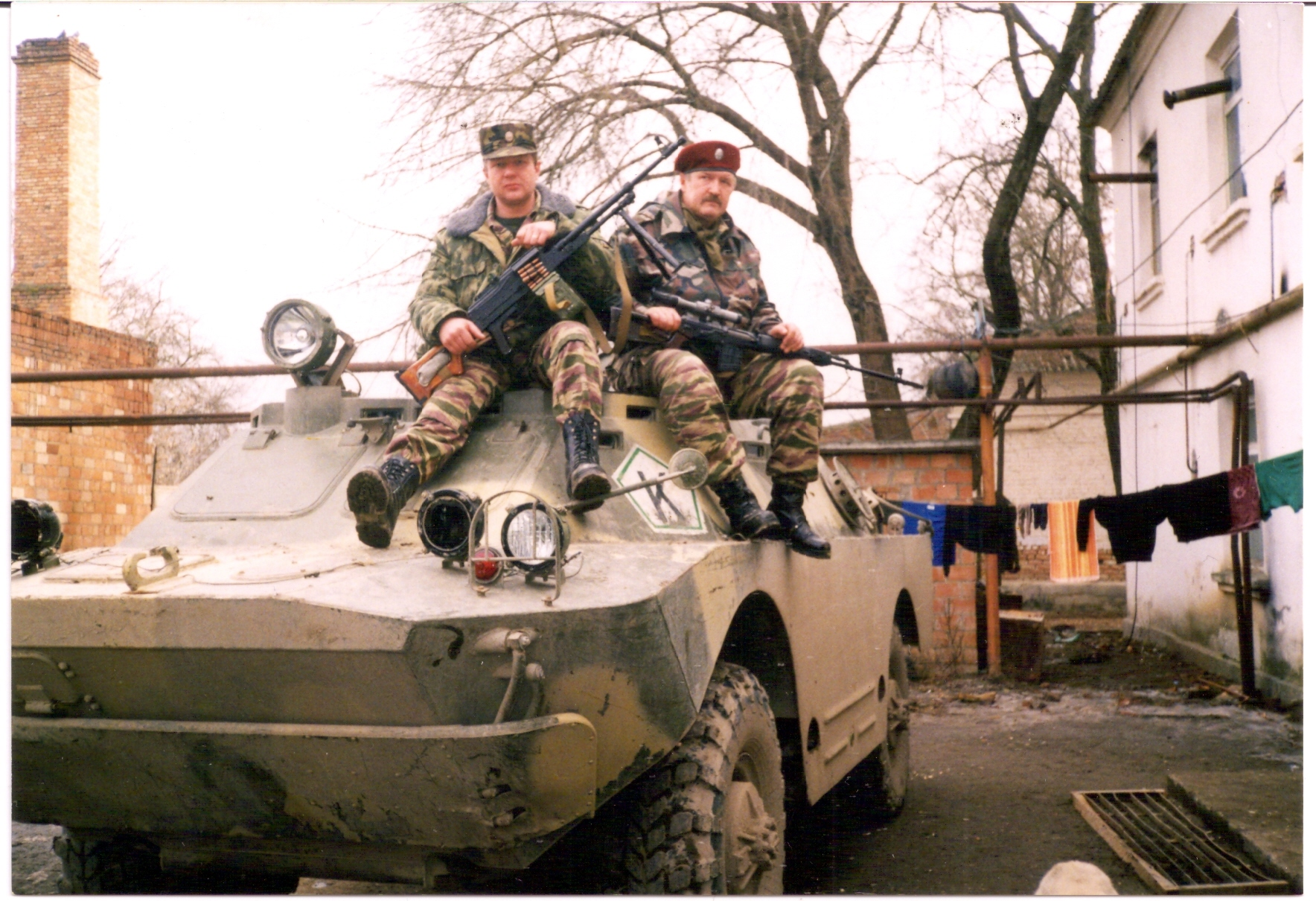
БРДМ-2 на Второй чеченской войне, 2000
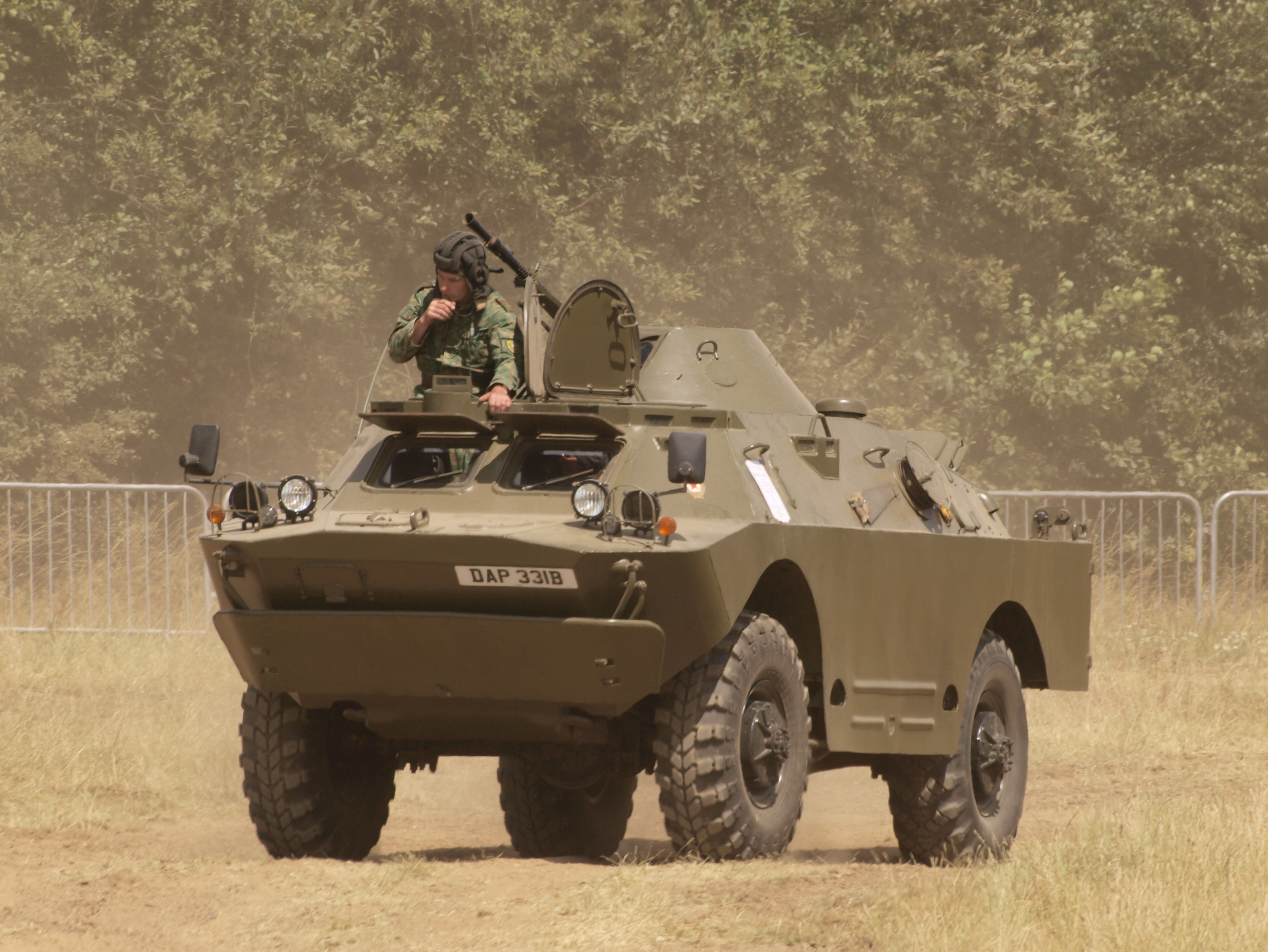
БРДМ-2 на War and Peace Show 2010
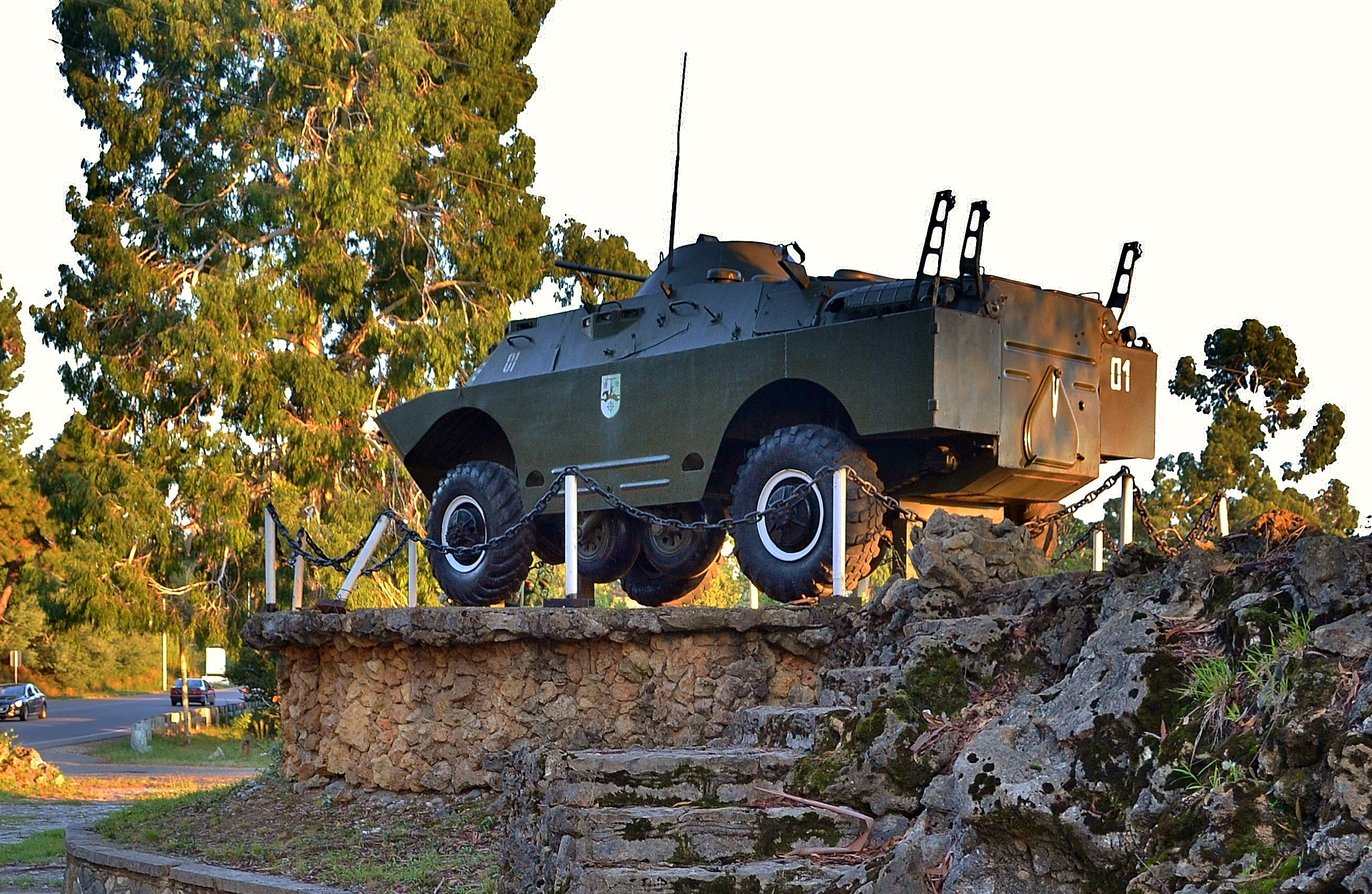
БРДМ - 2 Псахара. Абхазия

## Музейные экспонаты
- Музейный комплекс УГМК, г. Верхняя Пышма, Свердловская область.
- Парк военных трофеев, г. Баку, Азербайджан.
- Музей отечественной военной истории, деревня Падиково, ГО Истра, Московская область.
- В составе памятника воинам-интернационалистам, мемориальный комплекс «Курган Славы», г. Десногорск, Смоленская область.